# Sami Saarinen (Unihockeyspieler)
Sami Saarinen  (* 17. März 1989) ist ein ehemaliger finnischer Unihockeyspieler.

## Karriere

### Verein
Von 2006 bis 2011 spielte er für die FT Trackers aus der Ortschaft Hämeenlinna. 2011 benannte sich der Verein in Steelers Hämeenlinna um.
Nach seiner stärksten Saison punkto Skorerpunkte wechselte Saarinen von Finnland zum Schweizer Nationalliga-A-Vertreter Grasshopper Club Zürich.
Bereits nach einer Saison in der Schweiz wechselte der Finne zurück in sein Heimatland zu seinem Ausbildungsverein Steelers Hämeenlinna in die zweithöchsten Spielklasse. Nach einem Jahr in der zweithöchsten Spielklasse wurde Saarinen vom Spitzenverein TPS aus Turku verpflichtet.
2020 wechselte Saarinen zum Schweizer Nationalliga-B-Verein Floorball Thurgau, wo er auf seinen ehemaligen Trainer Jukka Ruotsalainen traf. Mit Ruotsalainen arbeitete der Finne bereits zwischen 2017 und 2019 bei TPS.
Nach dem Saisonunterbruchs wegen der Corona-Pandemie wechselte er zuerst zurück in sein Heimatland und schloss sich temporär den Steelers an. Nach seinem Engagement bei den Steelers entschied sich der Stürmer für eine Rückkehr in die Schweiz, wo er vom Nationalliga-A-Vertreter UHC Waldkirch-St. Gallen temporär verpflichtet wurde. Sein Engagement bei UHC Waldkirch-St. Gallen ist bis auf den Zeitpunkt der Wiederaufnahme der Nationalliga-B-Meisterschaft beschränkt. Am Samstag, 16. Januar 2021 stand Saarinen erstmals im Kader der St. Galler beim Spiel gegen den HC Rychenberg Winterthur. Nach dem letzten Spiel mit dem UHC Waldkirch-St. Gallen beendete Saarinen seine Karriere und kehrte nach Finnland zurück.